# QSO B0210+860
QSO B0210+860 是一個位在仙王座 的類星體。

## 外部連結
- Simbad（页面存档备份，存于）
- www.jb.man.ac.uk/atlas/（页面存档备份，存于）